# رینا لئون
رینا لئون (انگلیسی: Reina Leone؛ زاده ۲ دسامبر ۱۹۷۴) یک بازیگر پورنوگرافی اهل ایالات متحده آمریکا است.